# レイモント・ファン・デル・ハウヴ
レイムンドゥス・ヨハネス・ヘンドリクス・ファン・デル・ハウヴ（Raimundus Johannes Hendrikus van der Gouw, 1963年3月24日 - ）は、オランダの元サッカー選手、サッカー指導者。ポジションはゴールキーパー。
息子のエンニオ・ファン・デル・ハウヴもサッカー選手である。

## 選手経歴

### ゴー・アヘッド・イーグルス
ゴー・アヘッド・イーグルスの下部組織からトップチームに昇格、1985年9月14日のFCデン・ボスでデビューを2-1の勝利で飾った。1985-86シーズンをイーグルスは10位で終えたものの、1986-87シーズンにエールステ・ディヴィジに降格し、翌シーズンも昇格を逃した。

### フィテッセ
イーグルスでリーグ戦97試合に出場した後、エールステ・ディヴィジのSBVフィテッセに加入した。
フィテッセでは1シーズン目からエールステ・ディヴィジで優勝し、9シーズンぶりのエールディヴィジ復帰に導いた。1989-90シーズンにはエールディヴィジ4位でクラブ史上初めてUEFAカップ出場権を獲得したまたKNVBカップでも決勝に進出した。
ヨーロッパの舞台では、フィテッセをUEFAカップ準々決勝に導き、自身も4試合連続でクリーンシートを達成したが、スポルティング・クルーベ・デ・ポルトゥガルに敗れた。その後もフィテッセは安定してエールディヴィジ6位以上に入ったものの、ヨーロッパでは活躍できず、ノリッジ・シティFCに2試合合計0-3で敗れるなど苦戦した。

### マンチェスター・ユナイテッド
フィテッセでリーグ戦258試合に出場した後、サンダーランドAFCに移籍したトニー・コトンの後釜として、マンチェスター・ユナイテッドFCに移籍金50万ポンドで加入した。
彼の経験はユナイテッドの成功に、選手としてもGKコーチとしても貢献した。1996年9月21日のアストン・ヴィラFC戦でユナイテッドデビューを果たし、クリーンシートを記録した。UEFAチャンピオンズリーグ 1996-97では準決勝第1戦のボルシア・ドルトムント戦で試合直前にピーター・シュマイケルが負傷、急遽出場した。ユナイテッドは0-1で敗れたものの、失点を最小限に抑えた。
1998年、UEFAチャンピオンズリーグ 1997-98で準々決勝第2戦のASモナコ戦で再び重要な試合に出場した。素晴らしいパフォーマンスを見せ、相手の決定機を何度も防ぎ、開始早々のダヴィド・トレゼゲによる強烈なミドルシュート以外に失点しなかった。ユナイテッドは1-1で引き分けたもののアウェーゴールで敗退した。コーチとしても、ユナイテッドの若手GKを指導したが、1998-99シーズンにトニー・コトンがGKコーチとして復帰したため、選手専任となった。
1999-2000シーズン、ユナイテッドでのキャリアで初めて、プレミアリーグのメダルを獲得するのに十分な試合数出場した。公式戦23試合に出場し、プレミアリーグでは14試合だった。11試合で先発出場し、残り3試合は不調のマーク・ボスニッチに代わって交代出場した。ユナイテッドでのコンスタントな試合出場の中には1999 UEFAスーパーカップでの敗戦があった他、UEFAチャンピオンズリーグでも数試合に出場し、グループステージのSKシュトゥルム・グラーツ戦ではイヴィツァ・ヴァスティッチのPKを止めるなど数多くのセーブでクリーンシートを達成した。またキャリア唯一のFIFA大会出場も記録し、FIFAクラブ世界選手権2000のサウス・メルボルンFC戦に出場した。
ファビアン・バルテズの加入によって、2000-01シーズンは再び控えGKになったが、2000年10月31日にEFLカップのワトフォードFC戦でイングランドでのキャリア唯一の退場処分を受けた。5シーズンで先発出場はわずか26試合に留まり、ロイ・キャロルが加入したため、2001年夏の契約延長では1年契約となった。クラブでの最後の試合出場は2002年5月11日、オールド・トラッフォードで行われたFAプレミアリーグ2001-2002最終節のチャールトン・アスレティックFC戦で、スコアレスドローに終わったこの試合で39歳2ヶ月という第二次世界大戦終戦以降のユナイテッド最年長選手になった。またユナイテッドと6年間契約した最年長選手にもなった。しかし、これは2001-02シーズンで記録したわずか2試合の交代出場のうちの1試合だった。ユナイテッドでは6年間で公式戦61試合に出場した。

### ウェストハム・ユナイテッド
2002年6月、コヴェントリー・シティFCからのオファーを拒否し、ウェストハム・ユナイテッドFCに1年延長オプションつきの1年契約でフリー移籍した。ウェストハムでは公式戦に出場せず、クラブが降格すると1シーズンで退団した。

### RKCヴァールヴァイク、AGOVVアペルドールン
ウェストハム退団後、オランダに復帰しRKCヴァールヴァイクに加入したが、2003-04シーズンは1試合のみの出場に留まった。その後はAGOVVアペルドールンに選手兼任GKコーチとして加入し、2005-06シーズンにはエールディヴィジ昇格プレーオフ進出に導いた。AGOVVではリーグ戦100試合に出場し、現役最後の試合でPKを決め、キャリア唯一の得点を記録、44歳で現役を引退した。

## 指導者経歴
2007年6月、ユナイテッド時代にチームメイトだったロイ・キーンが監督を務めるサンダーランドAFCのGKコーチに就任し、イングランドに復帰した。以前からサンダーランドのGKコーチを務めていたティム・カーターと共に指導したが、カーターは後に下部組織コーチに復帰した。
2008-09シーズン終了後、リッキー・スブラジアの後任としてスティーヴ・ブルースが就任すると、サンダーランドを退団し古巣フィテッセのGKコーチに就任した。